# Sestri Levante
Sestri Levante je menší italské město v regionu Ligurie, v provincii Genova. Leží v severozápadní části Itálie, v Janovském zálivu, na pobřeží Ligurského moře. Je součástí Italské riviéry, respektive její východní části Riviery di Levante. Sestri Levante leží 34 km od Janova, hlavního města Ligurie .
Město je známé zajímavou polohou mezi dvěma zátokami Baia delle Favolle a Baia del Silenzio. Rovněž leží "na půl cesty" mezi oblíbenými turistickými destinacemi Portofinem a Cinque Terre.

## Historie

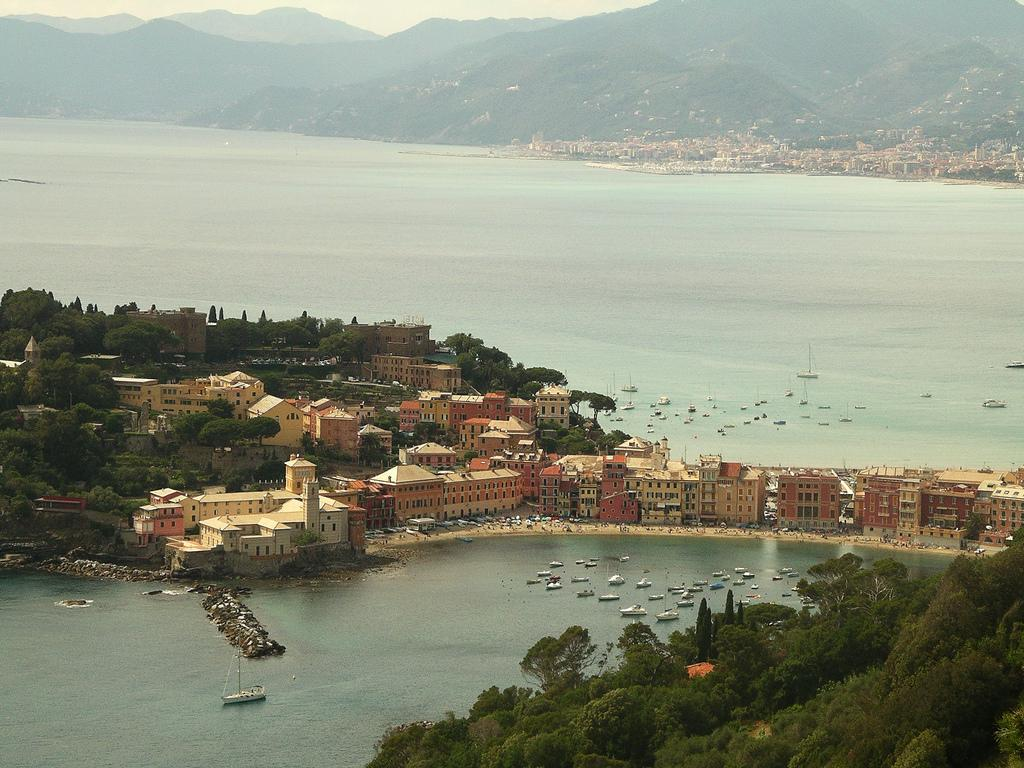
Panorama Sestri Levante

Obec byla založená ve starověku, ještě před vznikem Římské říše. Byla přístavem a obchodním centrem. V období Říma byla známá pod jménem Segesta Tigulliorum. Stejně jako ve starověku byla důležitým přístavním a obchodním centrem. Poprvé je Sestri Levante zmiňovaná v listině krále Berengaria v roce 909, dále ve středověku se obec rozšiřuje z poloostrova směrem na pevninu. V průběhu 11. století probíhá v oblasti soupeření mezi Janovem a Pisou. Ve 12. století, také z obavy z vlivu vládnoucích Fieschů v sousední obci Lavagna, se Sestri Levante stává součástí Janovské republiky. V roce 1145 je opatství San Colombano přestavěno na opevnění. V roce 1427 bylo město neúspěšně obléháno Luccou, v roce 1432 Benátskou republikou, rovněž neúspěšně. V pol. 16. století a na počátku 17. století bylo napadeno saracény. V roce 1815 se Sestri Levante stalo součástí Sardinského království, v roce 1861 Italského království.

## Město a památky
Střed města leží na náměstí Piazza Giacomo Matteotti, zde se nachází barokní chrám Santa Maria di Nazareth. Západním směrem pak leží výběžek poloostrova s parkem na návrší a Grandhotelem dei Castelli, historizující stavbou z roku 1925 - 28 (původní hrad z pol 12. století byl na počátku 20. století zbourán). Severně od Piazza Matteotti vede pobřežní ulice s promenádou Via Vittorio Veneto, severovýchodně hlavní ulice s restauracemi a obchody Via XXV Aprile, jižně leží zátoka Baia del Silenzio.
- Kostel Santa Maria di Nazareth, v klasicistním stylu, z let 1604 - 16
- Kostel San Nicolò dell'Isola, románská stavba založená roku 1151
- Kostel Santo Stefano del Ponte, barokní stavba z 18. století
- Palác Durazzo-Pallavicini, radnice, stavba z druhé pol. 17. století, na hlavním nám. Piazza Giacomo Matteotti
- Palác Fascie Rossi, sídlo městské knihovny a archeologického muzea
- Palác Durazzo-Cattaneo Della Volta, postavený v 15. století, současná podoba z 18. století s přistavěnou kaplí
- Galleria Rizzi, galerie s italským a vlámským malířstvím z 16. až 18. století[4]

### Fotogalerie

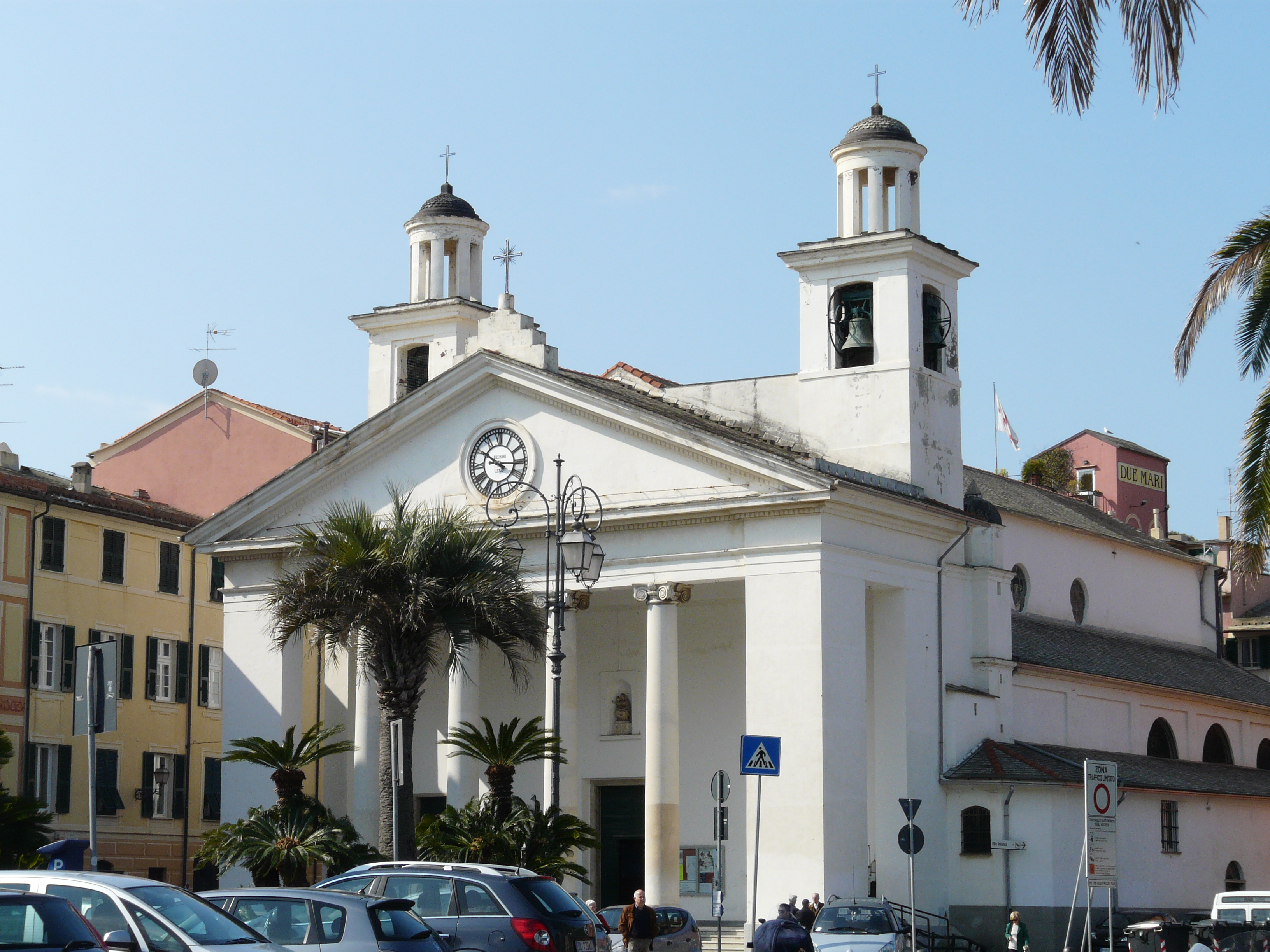
Santa Maria di Nazareth
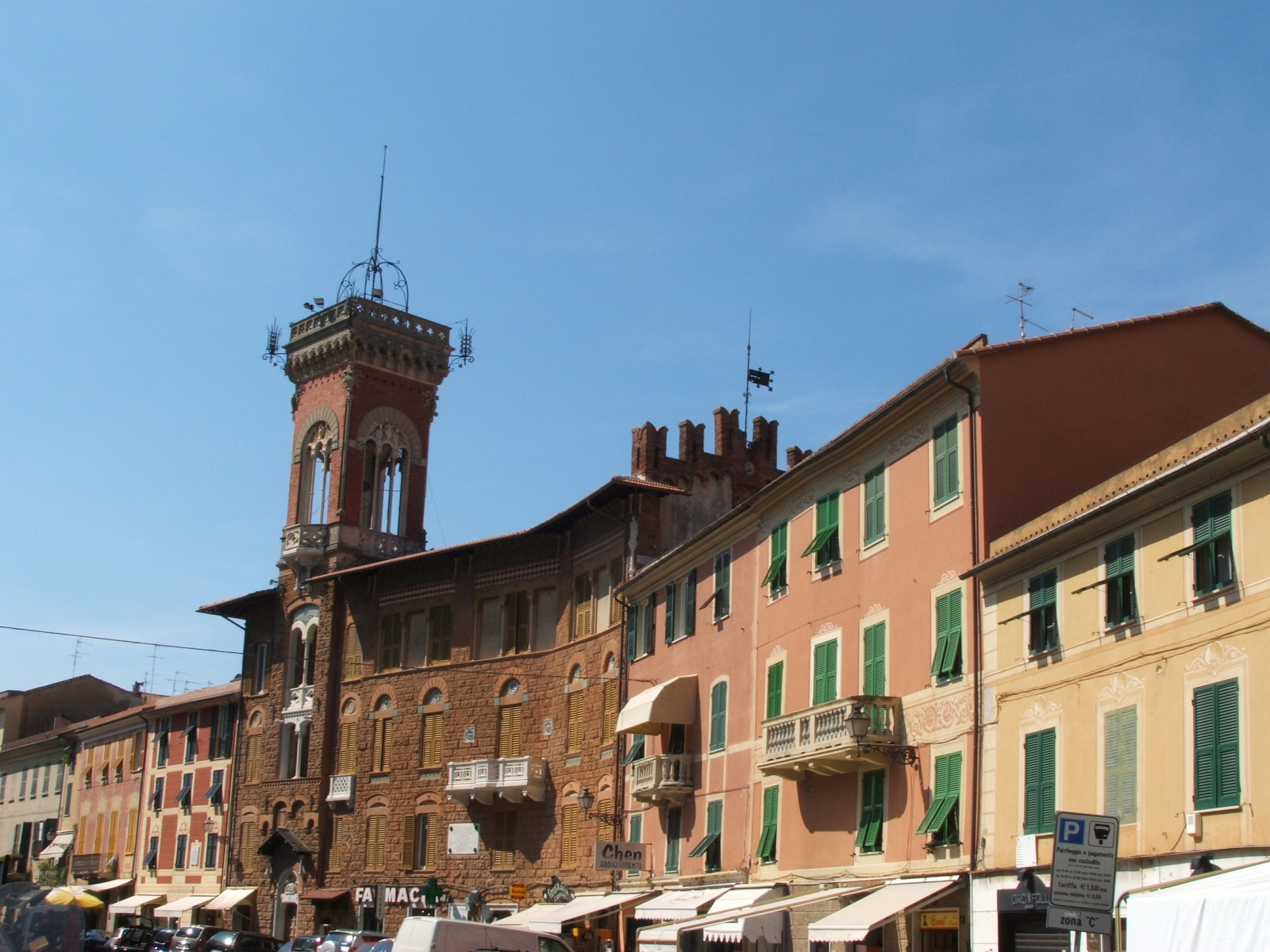
Palazzo Fascie Rossi
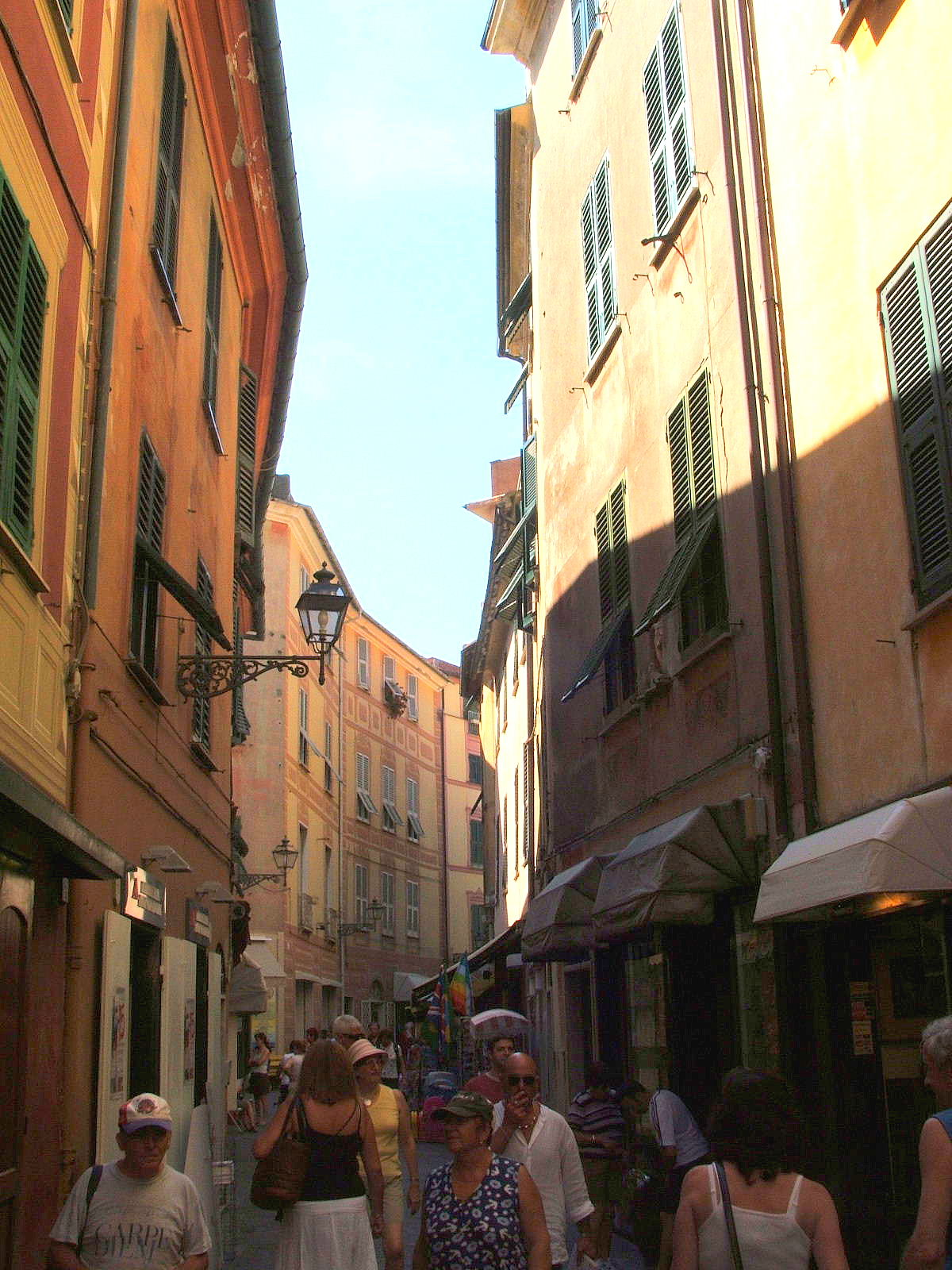
ulice Via XXV Aprile
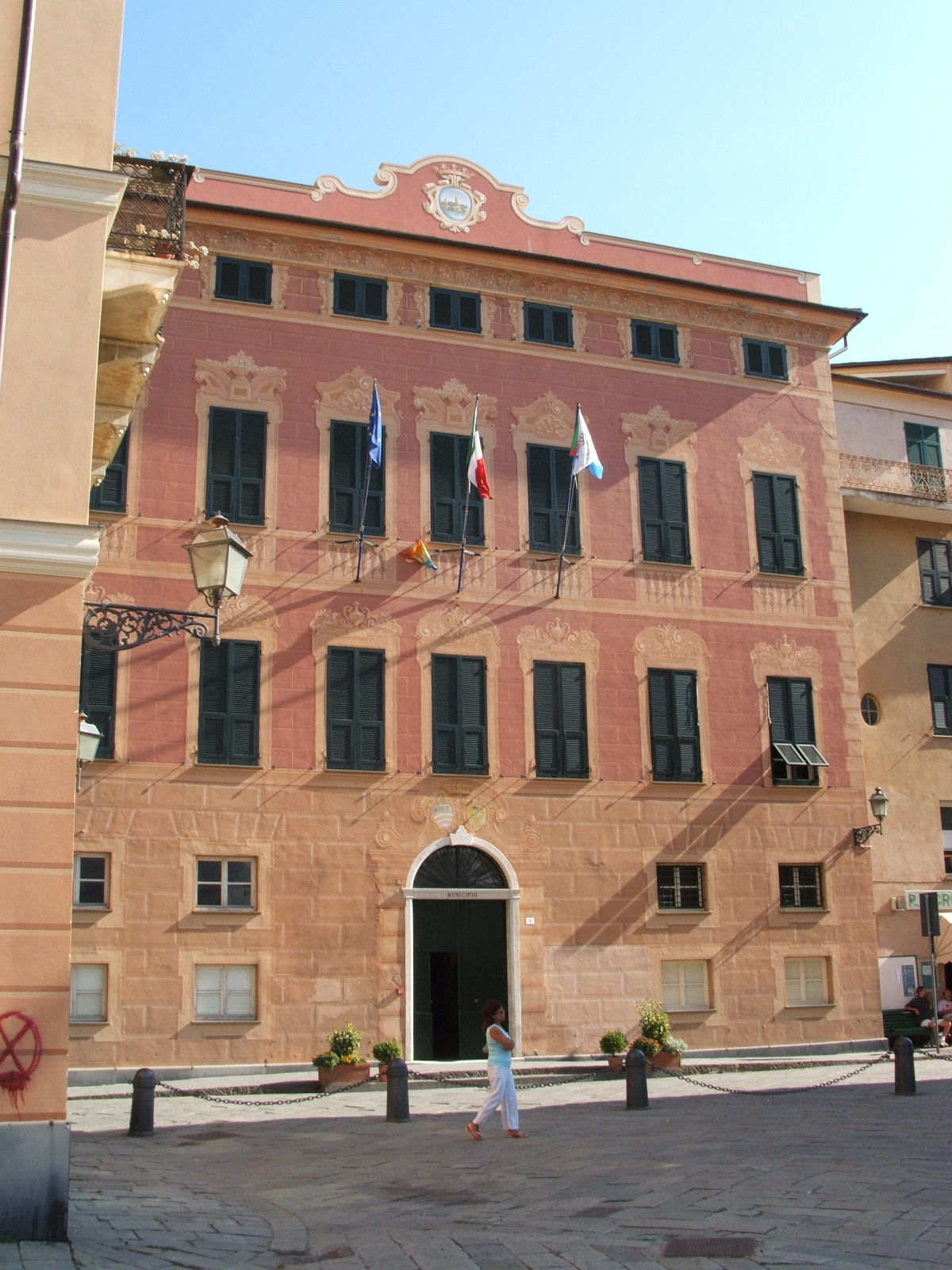
radnice
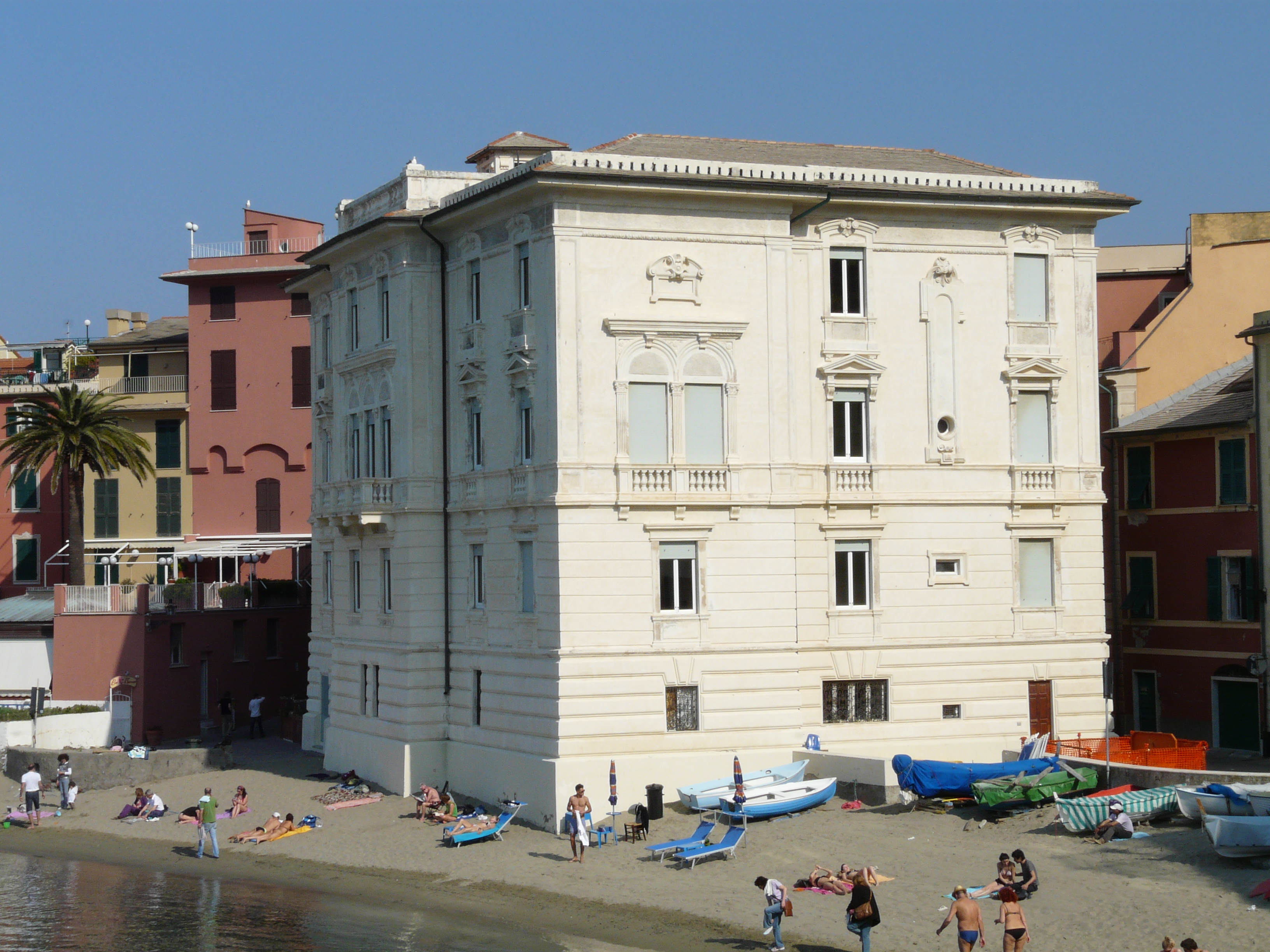
Galleria Rizzi
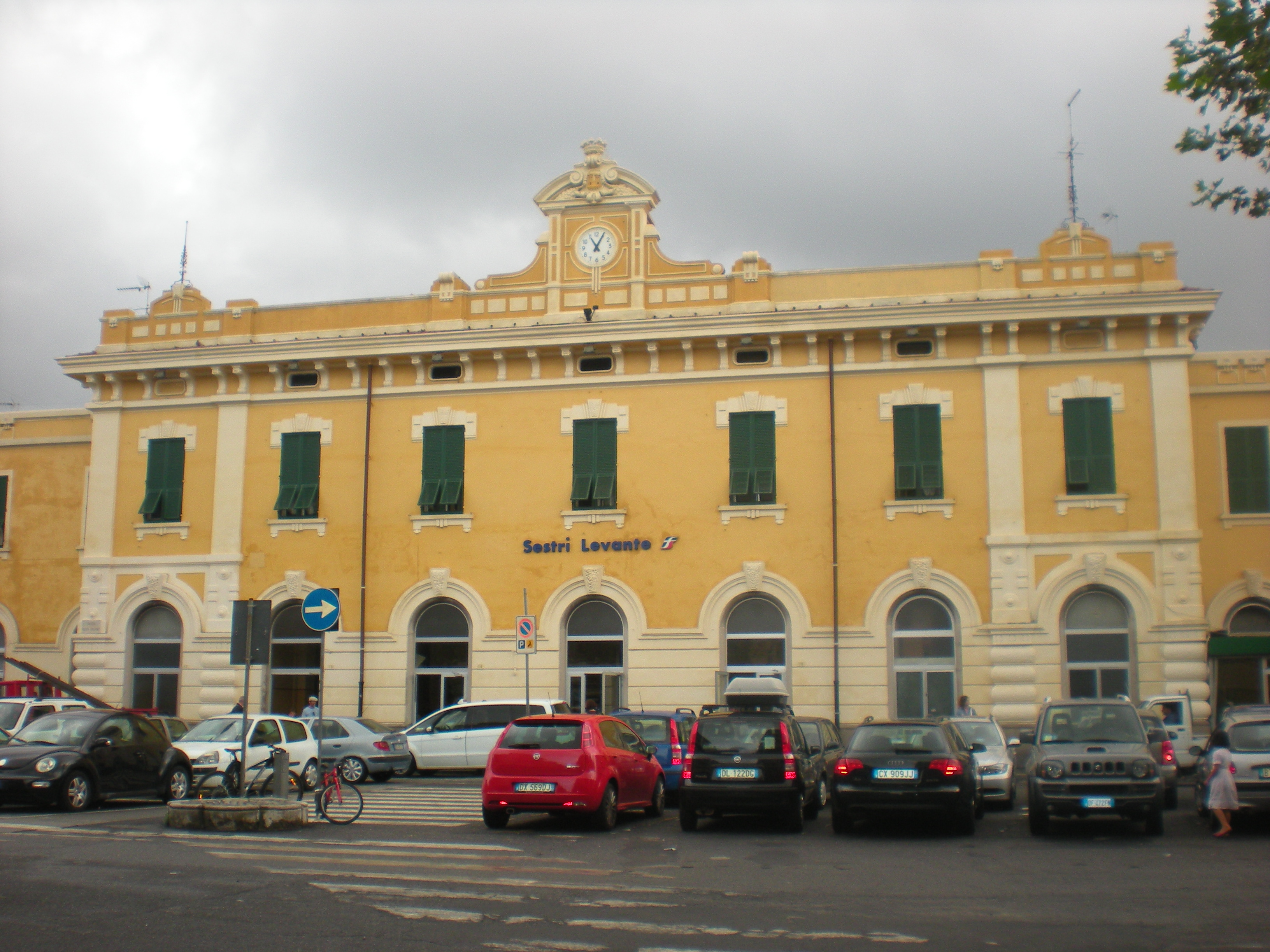
budova nádraží